# 巴西黑心肉事件
巴西黑心肉事件是指2017年3月17日起爆出部分巴西肉類工廠被揭發出售含有以致癌化學物掩飾腐肉的醜聞，出口約150個國家，21間企業涉案，包括全球最大牛肉出口商JBS與全球其中一間大型家禽生產商BRF。當中涉及巴西肉商賄賂公職人員的腐敗行為。

## 背景
巴西2016年出口價值69億美元的禽肉和55億美元的牛肉到世界各地，中國是巴西牛肉和禽肉的第二大進口國；而香港是巴西最大凍肉的進口地。

## 事件經過
- 2017年3月17日早上，巴西聯邦警察展開「劣肉行動」，派遣1100名警員搜查6個州194處地點，扣留了2名JBS職員和3名BRF僱員等共27人，33名公務員被即時停職。當局早前披露經過2年調查，發現JBS與BRF等逾30家巴西肉類公司涉嫌賄賂食品衛生檢查員，使職員在沒監督情況下發出衛生檢驗證明。警方表示，肉商有時用含致癌物的化學物質掩飾劣質肉類；亦會用薯仔、水乃至紙皮，混合雞肉加工，增加利潤。[2][4]
- 3月20日，中國、歐盟、韓國及智利宣布局部或全面暫停進口巴西肉類。[5]巴西總統特梅爾宴請20名使節品嘗傳統烤肉，意圖挽回信心。又指事件涉及貪污犯罪問題，警方會加緊調查，強調巴西肉類並無對消費者帶來衛生風險，出口的肉類有品質保證，過去一直贏得市場及消費者信心。[6]
- 3月21日，香港食物安全中心暫時禁止進口巴西凍肉。[7]巴西總統特梅爾在一個公開場合承認風波的確困擾巴西經濟，但形容風波是「小題大做」，指出國內4,000多間肉品廠中，只有3間被迫關門。[8]
- 3月22日，日本、墨西哥和瑞士宣布限制或暫停進口巴西肉類。[8]
- 3月23日，埃及暫停進口巴西肉類。
- 3月25日，中國、埃及和智利恢復進口巴西肉類。[9]
- 3月26日，巴西80個重要城市舉行大規模反腐敗遊行示威。[10]

## 涉事肉類工廠
21間涉事肉類工廠为：

| - BALSA COMERCIO DE ALIMENTOS EIRELI - ME - BREYER & CIA LTDA - BRF S/A - CENTRAL DE CARNES PARANAENSE LTDA - ME - E. H. CONSTANTINO & CONSTANTINO LTDA - FABRICA DE FARINHA DE CARNES CASTRO LTDA - FRANGO D M INDUSTRIA E COMERCIO DE ALIMENTOS LTDA | - FRIGOMAX FRIGORIFICO E COMERCIO DE CARNES LTDA - FRIGORIFICO ARGUS LTDA - FRIGORIFICO LARISSA LTDA - FRIGORIFICO OREGON S/A - FRIGORIFICO RAINHA DA PAZ LTDA - ME - FRIGORIFICO SOUZA RAMOS LTDA - INDUSTRIA DE LATICINIOS S. S. P. M. A. LTDA | - INDUSTRIA E COMERCIO DE CARNES FRIGOSANTOS LTDA - JJZ ALIMENTOS S. A. - MADERO INDUSTRIA E COMERCIO S. A. - PECCIN AGRO INDUSTRIAL LTDA - PECCIN AGRO INDUSTRIAL LTDA - EPP - SEARA ALIMENTOS LTDA - TRANSMEAT LOGISTICA, TRANSPORTES E SERVICOS LTDA |

## 肉品存在問題
- 腐敗肉品
- 致癌物質
- 沙門氏菌
- 摻雜紙纖維

## 影响

### 中国
3月20日，巴西官員透露，中國已經禁止進口巴西肉。3月21日，外交部發言人華春瑩在記者會上指，中方已採取保護措施，並要求巴西徹查事件。3月23日，中國商務部新聞發言人孫繼文稱：「作為巴西肉類的最大進口國，我們對巴西肉類出現質量問題，表示高度關切。中國政府的主管部門已及時採取臨時性的措施，暫停從巴西進口牛肉。」3月25日，恢復進口巴西肉類。

#### 香港
香港是巴西最大凍肉的進口地，過去3年進口巴西的凍肉佔所有來源地總入口量維持約四成。因價錢相較其他國家為便宜，巴西凍肉被本地餐廳主要採用十多年。
香港食物安全中心由3月21日開始暫時禁止所有巴西生產的冷藏、冰鮮肉類和禽肉入口，被業界批評。截至3月24日，共28間商戶或機構下架或停用巴西肉，當中包括大家樂、大快活等連鎖快餐店集團。3月24日，食物及衞生局局長高永文宣佈，即時回收21間巴西肉商產品，並維持相關禁令。
主要受影響的商戶或機構：
| 商戶或機構名称     | 停止售卖的食物                |
| ------------------ | ----------------------------- |
| 大家樂             | 豬扒、燒雞、雞翼              |
| 譚仔               | 牛肉、豬耳                    |
| 譚仔三哥           | 牛肉、雞翼                    |
| 美心集團           | 巴西肉類                      |
| 美心MX             | 雞肉珍珠飯                    |
| 大快活             | 叉燒                          |
| 翠華               | 巴西肉類                      |
| KFC                | 香烤蜜糖雞翼                  |
| McDonald's         | 香烤雞翼                      |
| 添好運             | 牛肉                          |
| 太興               | 相關肉類                      |
| 澳門茶餐廳         | 巴西肉類                      |
| 叙福樓集團         | 豬肉、牛肉、雞肉              |
| 新光酒樓集團       | 豬肉                          |
| 金鳳               | 巴西肉類                      |
| 馬鞍山白石燒烤場   | 巴西肉類                      |
| 西貢秘密花園燒烤場 | 巴西肉類                      |
| 香港洲際酒店       | 凍肉、牛𦟌、雞翼              |
| 759阿信屋          | 雞翼                          |
| 百佳               | 巴西肉類                      |
| 惠康               | 巴西肉類                      |
| 佳寶               | 肉類、禽肉                    |
| YATA 一田          | 巴西肉類                      |
| AEON               | 巴西肉類                      |
| HKTV Mall          | BRF S/A的急凍豬扒、雞肉、雞翼 |
| 7-11               | 用巴西進口肉類的產品          |
| 大昌食品市場       | 巴西凍肉                      |
| 各公立醫院         | 豬肉、牛肉                    |

### 
3月20日，南韓方面暫停從巴西進口雞肉。韓國農林畜產食品部在3月21日稱，獲巴西證實入口產品不是源自受污染的廠房，撤銷維持僅1日的入口雞肉禁令。但撤銷禁令未能釋除消費者疑慮，部分連鎖超市和連鎖便利店仍然停售巴西雞肉。

### 墨西哥
墨西哥政府在3月21日表示，自同月19日開始，已經暫停進口巴西肉類和家禽食品。

### 日本
日本駐巴西大使館在3月21日宣佈，暫停從涉事的21間巴西肉廠進口禽類及其他產品。

### 埃及
3月23日，埃及農業部表示在確認無礙消費安全前，將暫停進口巴西肉品。3月25日，恢復進口巴西肉類。

## 参見
- 黑心食品